# Compsibidion crassipede
Compsibidion crassipede là một loài bọ cánh cứng trong họ Cerambycidae.